# Cour-Saint-Maurice
Cour-Saint-Maurice és un municipi francès situat al departament del Doubs i a la regió de Borgonya - Franc Comtat. L'any 2007 tenia 178 habitants.

## Demografia

### Població
El 2007 la població de fet de Cour-Saint-Maurice era de 178 persones. Hi havia 72 famílies de les quals 16 eren unipersonals (8 homes vivint sols i 8 dones vivint soles), 28 parelles sense fills i 28 parelles amb fills.
La població ha evolucionat segons el següent gràfic:
Habitants censats

### Habitatges
El 2007 hi havia 90 habitatges, 73 eren l'habitatge principal de la família, 10 eren segones residències i 6 estaven desocupats. 78 eren cases i 11 eren apartaments. Dels 73 habitatges principals, 56 estaven ocupats pels seus propietaris, 14 estaven llogats i ocupats pels llogaters i 3 estaven cedits a títol gratuït; 1 tenia una cambra, 3 en tenien dues, 7 en tenien tres, 16 en tenien quatre i 46 en tenien cinc o més. 57 habitatges disposaven pel capbaix d'una plaça de pàrquing. A 35 habitatges hi havia un automòbil i a 29 n'hi havia dos o més.

### Piràmide de població
La piràmide de població per edats i sexe el 2009 era:
| Homes | Edats   | Dones |
| ----- | ------- | ----- |
| 0     | 95 o +  | 0     |
| 0     | 90 a 94 | 4     |
| 0     | 85 a 89 | 4     |
| 0     | 80 a 84 | 0     |
| 8     | 75 a 79 | 0     |
| 8     | 70 a 74 | 8     |
| 4     | 65 a 69 | 0     |
| 0     | 60 a 64 | 8     |
| 4     | 55 a 59 | 4     |
| 4     | 50 a 54 | 0     |
| 4     | 45 a 49 | 8     |
| 4     | 40 a 44 | 4     |
| 12    | 35 a 39 | 16    |
| 4     | 30 a 34 | 4     |
| 0     | 25 a 29 | 0     |
| 0     | 20 a 24 | 0     |
| 12    | 15 a 19 | 8     |
| 12    | 10 a 14 | 0     |
| 12    | 5 a 9   | 0     |
| 4     | 0 a 4   | 0     |

## Economia
El 2007 la població en edat de treballar era de 106 persones, 83 eren actives i 23 eren inactives. De les 83 persones actives 75 estaven ocupades (48 homes i 27 dones) i 8 estaven aturades (3 homes i 5 dones). De les 23 persones inactives 4 estaven jubilades, 6 estaven estudiant i 13 estaven classificades com a «altres inactius».

### Ingressos
El 2009 a Cour-Saint-Maurice hi havia 73 unitats fiscals que integraven 172 persones, la mediana anual d'ingressos fiscals per persona era de 18.942 €.

### Activitats econòmiques
Dels 10 establiments que hi havia el 2007, 2 eren d'empreses de fabricació d'altres productes industrials, 2 d'empreses de construcció, 3 d'empreses d'hostatgeria i restauració, 2 d'empreses immobiliàries i 1 d'una empresa de serveis.
Dels 5 establiments de servei als particulars que hi havia el 2009, 1 era un paleta, 1 guixaire pintor i 3 restaurants.
L'any 2000 a Cour-Saint-Maurice hi havia 3 explotacions agrícoles que ocupaven un total de 162 hectàrees.

## Equipaments sanitaris i escolars
El 2009 hi havia una escola elemental integrada dins d'un grup escolar amb les comunes properes formant una escola dispersa.

## Poblacions més properes
El següent diagrama mostra les poblacions més properes.